# Henri Martelli

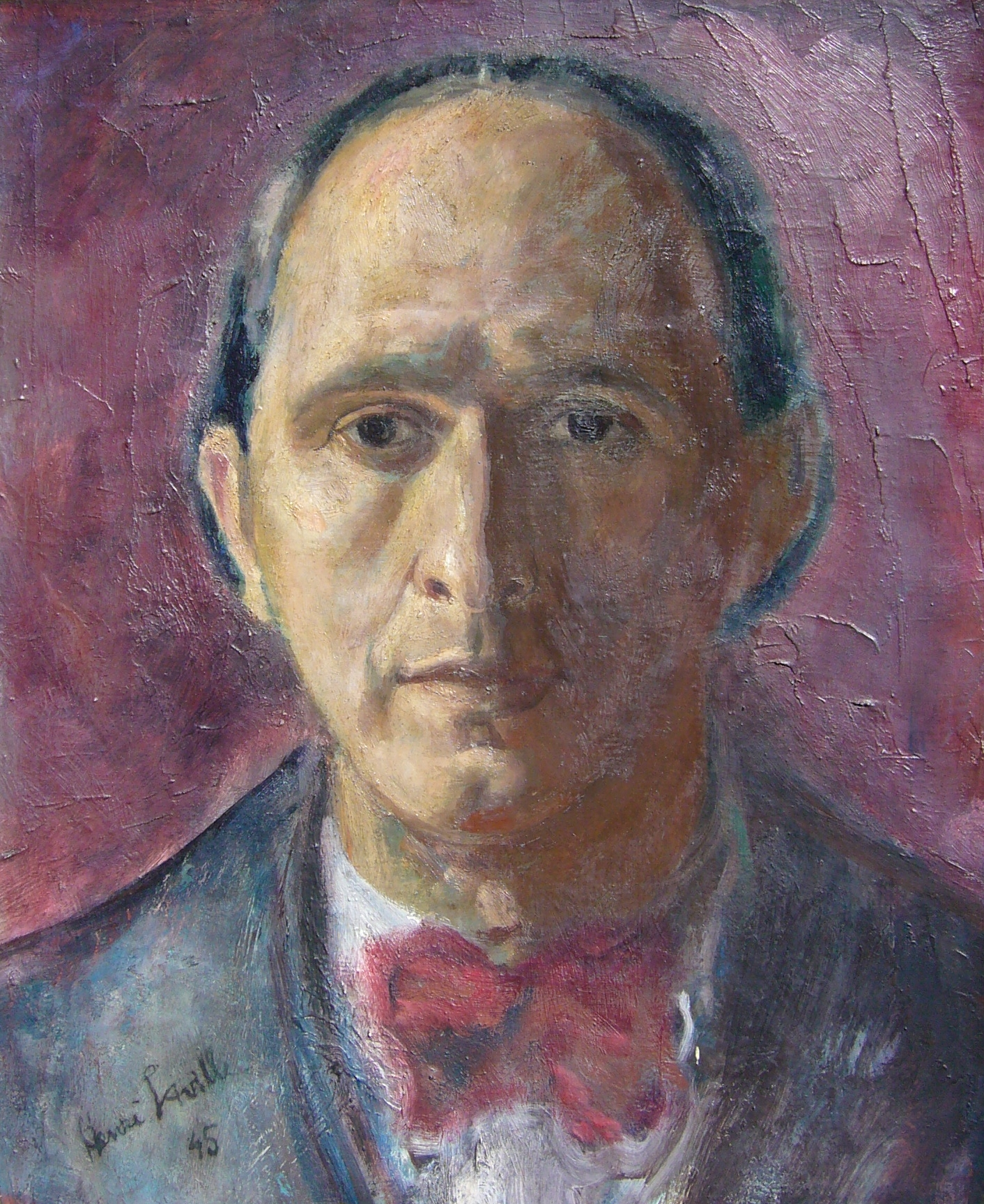
Henri Martelli (gemalt 1945 von Henri Laville)

Henri Martelli (* 25. Februar 1895 in Santa Fe de la Vera Cruz, Argentinien; † 15. Juli 1980 in Paris) war ein französischer Komponist.

## Leben und Wirken
Henri Martellis Vater war Eisenbahningenieur und zwischen 1887 und 1907 am Aufbau eines Schienennetzes in der argentinischen Provinz Santa Fe beteiligt. Bei einem dieser Auslandsaufenthalte der Familie wurde Henri Martelli geboren. Heimatort der Familie Martelli war aber das französische Bastia auf Korsika und hier besuchte Henri Martelli auch die Schule. Schon während seiner Schulzeit erhielt Henri Martelli seinen ersten Musikunterricht, studierte dann aber zunächst Jura. Nach dem erfolgreichen Jurastudium begann er ein zweites, nun musikalisches Studium am Pariser Konservatorium unter Georges Caussade und Charles-Marie Widor. Danach konzentrierte sich Henri Martelli auf das Komponieren und erlebte seinen Durchbruch 1930 als sein Werk Bas-reliefs assyriens pour orchestre vom Boston Symphony Orchestra unter Serge Koussevitzky uraufgeführt wurde. Ab diesem Zeitpunkt war Henri Martelli ein gefragter Komponist und seine Werke wurden regelmäßig in Konzerten gespielt.
Neben einem kurzen Intermezzo als Leiter des Bereiches „ernste Musik“ beim französischen Rundfunk von 1940 bis 1944 war Henri Martelli vor allem auch im Bereich der genossenschaftlichen Arbeit von Komponisten aktiv. So war er über viele Jahre Schriftführer und später auch Leiter der französischen Sektion der Internationalen Gesellschaft für Neue Musik. Zudem war er Gründungsmitglied der Association de Musique Contemporaine im Jahr 1940, einem ähnlichen Zusammenschluss von Komponisten.
Der Nachlass von Henri Martelli befindet sich im Privatarchiv von Tobias Bröker.

## Auszeichnungen
- 1949: Medaille d‘hommage de la SACEM
- 1971: Prix Florent Schmitt

## Werke (Auswahl)

### Klavier
- Sonate pour piano (1919)
- Quatre Bagatelles pour piano
- Suite galante pour piano
- Guitare pour piano
- Sonatine pour piano
- Cinq danses pour piano

### Gitarre
- Quatre pieces op.32 (zuerst Victor Marfisi gewidmet, später dann Andrés Segovia)
- 3 Impromptus op.65
- Suite op.95

### Kammermusik
- Rondo pour violon et piano
- Solo d'Alto, pour alto et piano
- Quatuor a cordes No.1 (Uraufführung beim ISCM Kongress 1934 in Florenz durch das Kolisch Quartett)
- Sonate pour basson et piano
- Trois mouvements brefs pour violon et piano
- Sept duos pour violon et harpe

### Orchester
- Danse, Adagio et Fugato pour orchestre
- Bas-reliefs assyriens pour orchestre (Uraufführung 1930 durch das Boston Symphony Orchestra unter Serge Koussevitzky)
- Concerto pour orchestre (Uraufführung 1932 durch das Boston Symphony Orchestra unter Serge Koussevitzky)
- Concerto pour violon et orchestre de chambre
- Concerto pour piano et orchestre (Uraufführung 1951 durch Ginette Doyen, Orchestre National de France unter Eugene Bigot)

### Gesang und Klavier
- Cinq Epigrammes de Clement Marot pour chant et piano (Uraufführung 1935 durch Marcelle Gerar und Madeleine d'Aleman)

### Oper
- Le Chanson de Roland

### Ballett
- La Bouteille de Panurge pour orchestre